# Station Grong
Station Grong is een spoorwegstation in Grong in de gelijknamige Noorse gemeente. Het station dateert uit 1929  toen Nordlandsbanen werd geopend totaan Grong. Vanaf het station werd in 1933 een zijlijn naar Namsos geopend. Deze Namsosbanen werd in 1978 gesloten voor personenvervoer.